# Oksana Jelessina
Oksana Jelessina (russisch Оксана Елесина; * 30. November 1986 in Kandalakscha) ist eine ehemalige russische Naturbahnrodlerin. Sie startete von 2003 bis 2009 im Weltcup, erreichte vier Top-10-Platzierungen in Weltcuprennen und in der Saison 2006/2007 den zehnten Rang im Gesamtweltcup. Bei Welt- und Europameisterschaften war ihr bestes Ergebnis ein zwölfter Platz im Jahr 2008.

## Karriere
Oksana Jelessina nahm von 2002 bis 2006 an internationalen Juniorenmeisterschaften und von 2003 bis 2008 an Welt- und Europameisterschaften in der Allgemeinen Klasse teil. In der Juniorenklasse erreichte sie ihre besten Ergebnisse mit dem sechsten Platz bei der Junioreneuropameisterschaft 2005 in ihrer Heimatstadt Kandalakscha und dem vierten Rang bei der Juniorenweltmeisterschaft 2006 in Garmisch-Partenkirchen. Auf die Medaillenränge fehlten ihr 1,21 Sekunden.
In der Allgemeinen Klasse erzielte Jelessina bei der Weltmeisterschaft 2003 in Železniki den 15. Platz unter 20 gewerteten Rodlerinnen. Im nächsten Jahr belegte sie bei der Europameisterschaft 2004 in Hüttau unter 26 Rodlerinnen den 18. Platz. Ebenfalls 18. wurde sie bei der Weltmeisterschaft 2005 in Latsch. Diesmal bedeutete diese Platzierung allerdings nur den vorletzten Rang, denn ein schwerer Fehler im ersten der drei Wertungsläufe kostete ihr rund 55 Sekunden, weshalb sie schließlich einen Rückstand von insgesamt rund einer Minute und zehn Sekunden auf die Siegerin Jekaterina Lawrentjewa hatte. Nur die Brasilianerin Michelle Mercer, die in jedem Durchgang kontinuierlich viel Zeit verlor, war noch langsamer. Auch bei der Europameisterschaft 2006 in Umhausen unterlief ihr ein schwerer Fehler, diesmal im zweiten Wertungslauf, der ihr schließlich den 21. und letzten Platz einbrachte. Nachdem sie an der Weltmeisterschaft 2007 im kanadischen Grande Prairie nicht teilgenommen hatte, erreichte sie bei der Europameisterschaft 2008 in Olang unter 15 Rodlerinnen den zwölften Platz.
Im Weltcup nahm Oksana Jelessina in den Saisonen 2002/2003 und 2003/2004 nur an den beiden Rennen in Moskau teil. Mit den Plätzen 13 und 10 wurde sie jeweils Vorletzte. In der Saison 2004/2005 nahm sie bereits an vier der sechs Weltcuprennen teil. Neben einem Ausfall erzielte sie dreimal den 13. Platz, womit sie jeweils drei bis vier Rodlerinnen hinter sich ließ. Nachdem Jelessina im Winter 2005/2006 an keinen Weltcuprennen teilgenommen hatte, wurde die Saison 2006/2007 zu ihrer erfolgreichsten. Sie startete in fünf der sechs Weltcuprennen, fuhr dreimal unter die schnellsten zehn und erreichte mit den neunten Plätzen in Longiarü und beim Finale in Moos in Passeier ihre besten Weltcupresultate. Im Gesamtweltcup erzielte sie damit den zehnten Rang. Nachdem Jelessina im nächsten Winter erneut keine Weltcuprennen bestritten hatte, startete sie zu Beginn der Saison 2008/2009 noch einmal im ersten Weltcuprennen in St. Sebastian, das sie als Vorletzte am 13. Platz beendete. Danach nahm sie an keinen internationalen Wettkämpfen mehr teil.

## Erfolge

### Weltmeisterschaften
- Železniki 2003: 15. Einsitzer
- Latsch 2005: 18. Einsitzer

### Europameisterschaften
- Hüttau 2004: 18. Einsitzer
- Umhausen 2006: 21. Einsitzer
- Olang 2008: 12. Einsitzer

### Juniorenweltmeisterschaften
- Gsies 2002: 11. Einsitzer
- Kindberg 2004: 15. Einsitzer
- Garmisch-Partenkirchen 2006: 4. Einsitzer

### Junioreneuropameisterschaften
- Kreuth 2003: 13. Einsitzer
- Kandalakscha 2005: 6. Einsitzer

### Weltcup
- 10. Platz im Gesamtweltcup in der Saison 2006/2007
- 4 Top-10-Platzierungen in Weltcuprennen